# Apterostigma scutellare
Apterostigma scutellare é uma espécie de inseto do gênero Apterostigma, pertencente à família Formicidae.